# Sports weekly HERO
『sports weekly HERO』（スポーツウィークリーヒーロー）とは、日本テレビ系列全国23局で2004年4月から2005年9月までにかけて放送されていたスポーツドキュメンタリー番組。放送時間は毎週金曜日の27時前後だが、野球中継等の影響で、週によって変動があった（JST）。

## 概要
日本テレビには珍しいスポーツドキュメンタリー番組。
松井秀喜選手が巨人軍から去り、清原和博選手1人に人気が集中していた時期で番組放送開始から半年くらいは清原選手のコーナーが多かった。
いち早く女子ゴルフの特集を組み、無名時代（学生時代）の宮里藍や横峯さくら・古閑美保・上田桃子など現在のトッププレーヤーのドキュメンタリーを行っていた。
日本テレビのスポーツ番組の番宣をかねていて告知スーパーが多かった。

## 出演者
なし

### コーナー
野球・女子ゴルフ・サッカー・NFL・ボクシング・プロレス・K-1・箱根駅伝etc

## 主なアスリート
- 清原和博
- 桑田真澄
- 佐々木主浩
- 小久保裕紀
- 伊良部秀輝
- 高橋由伸
- 阿部慎之助
- 嶋重宣
- 上原浩治
- 仁志敏久
- 清水隆行
- 二岡智宏
- 福原忍
- 金本知憲
- 前田智徳
- 工藤公康
- 木佐貫洋
- 岩村明憲
- 八木裕
- ロジャー・クレメンス
- 井川慶
- 野間口貴彦
- 矢野謙次
- 青木宣親
- 荒木雅博
- 宮里藍
- 横峯さくら
- 北田瑠衣
- 古閑美保
- 金田久美子
- 伊藤涼太
- 丸山茂樹
- ジャンボ尾崎
- 尾崎直道
- 原田雅彦
- 山本美憂
- 山本聖子
- 浜口京子
- 坂本日登美
- アリーナ・カバエワ

### 内容
- 桑田・清原 KKコンビ物語
- 横峯さくら親子物語
- 清原・佐々木ライバル物語
- 小久保・高畠師弟物語
- NFL日本人チア奮闘記

## スタッフ
- ナレーター：磯部弘、田子千尋、杉上佐智枝、松本志のぶ
- 構成：村上知行、塚田均
- 音効：岩切真由美（サウンドプロ）
- 編集：細野昌美、金賢美、西村了・・・
- MA：小林陽子
- デスク：加藤伸子
- チーフAD：江村英紀
- AD：津曲慶彦、平川大輔、齊藤美佐子、岡本佳子
- ディレクター：塚崎寿、阿曽龍二、長岡新、齋藤晴子、中山ごう、佐藤真吾、荻野洋介
- 演出・プロデューサー：岩崎泰治
- プロデューサー：若月寿朗 ／ 五十嵐貢、関巧、中村英雄
- チーフプロデューサー：長尾泰希
- 特別協力：NFL JAPAN
- 協力：ベースボールマガジン社、スポーツ報知、日刊スポーツ、スポーツニッポン、アフロ
- 制作協力：日テレ映像センター、マイ・プラン、ブロンコス
- 製作著作：日テレ